# Cinq Jours, ce printemps-là
Pour plus de détails, voir Fiche technique et Distribution.
Cinq Jours, ce printemps-là (titre original : Five Days One Summer) est un film américain réalisé par Fred Zinnemann et sorti en 1982.

## Synopsis
En 1932, un Écossais quinquagénaire, Douglas Meredith, accompagné de Kate, une jeune nièce de vingt-cinq ans sa cadette qu’il fait passer pour sa femme, arrive dans les Alpes suisses (en Engadine) pour pratiquer l’escalade. Son jeune guide Johann et Kate ne tardent pas à éprouver des sentiments l'un pour l'autre, ce qui ne va pas passer inaperçu à ses yeux. Un drame se produit lors d’une expédition de Johann et Douglas en montagne…

## Fiche technique
- Titre original : Five Days One Summer
- Titre français : Cinq Jours, ce printemps-là[1]
- Réalisation : Fred Zinnemann
- Assistants réalisation : Anthony Waye, Clemens Keiffenheim, Terry Madden, Norman Dyhrenfurth
- Scénario : Michael Austin, d’après la nouvelle Maiden, Maiden[2] de Kay Boyle
- Dialogues : Michael Austin
- Décors : Willy Holt
- Costumes : Emma Porteus
- Photographie : Giuseppe Rotunno
  - Équipe prises de vue montagne : Arthur G. Wooster, Herbert Raditschnig, Tony Riley, Leo Dickinson[3]
- Son : Derek Ball
- Montage : Stuart Baird
- Musique : Elmer Bernstein
- Producteur : Fred Zinnemann
- Sociétés de production : Cable and Wireless Finance (États-Unis), The Ladd Company (États-Unis)
- Sociétés de distribution : The Ladd Company (États-Unis), Warner Bros. (international), Warner Bros. Transatlantic (France)
- Pays d'origine :  États-Unis
- Langues originales : allemand, anglais, français
- Format : 35 mm — couleur par Technicolor — 1.85:1 — son monophonique
- Genre : drame
- Durée : 96↔109[4] minutes
- Dates de sortie : 
  - États-Unis : 7 novembre 1982
  - France : 16 février 1983
- (fr) Classifications CNC : tous publics, Art et Essai (visa d'exploitation no 56754 délivré le 13 décembre 1982)
- Affiche : Jouineau Bourduge (France)

## Distribution
- Sean Connery (VF : Jean-Claude Michel) : Douglas Meredith
- Betsy Brantley : Kate
- Lambert Wilson : Johann Biari
- Jennifer Hilary (en) : Sarah Meredith
- Isabel Dean : la mère de Kate
- Gérard Buhr : Brendel
- Anna Massey : Jennifer Pierce
- Sheila Reid (en) : Gillian Pierce
- Georges Claisse : Dieter
- Marc Duret : étudiant français

## Production

### Casting
- Lambert Wilson est de nouveau dirigé par Fred Zinnemann grâce auquel il a fait ses débuts au cinéma dans Julia en 1977.

### Tournage
- Intérieurs : Studios de Shepperton[3] (Royaume-Uni).
- Extérieurs : Canton des Grisons (Suisse).